# Elecciones parlamentarias de Vanuatu de 2022
Las elecciones generales de Vanuatu de 2022 se realizaron en dicho país el 13 de octubre del mencionado año.

## Trasfondo
El 18 de agosto de 2022, el presidente Nikenike Vurobaravu disolvió el Parlamento a la mitad del período parlamentario a pedido del primer ministro Bob Loughman, quien solicitó la disolución para evitar un voto de censura. La moción provocó críticas de la oposición, y el líder de la oposición, Ralph Regenvanu, anunció que las partes opositoras impugnarían la disolución en los tribunales.

## Sistema electoral
Los 52 miembros del Parlamento fueron elegidos de ocho distritos electorales de un solo miembro y diez distritos electorales de varios miembros (de entre dos y siete escaños) por escrutinio mayoritario uninominal y voto único no transferible, respectivamente.

## Resultados
|                                    |                                                      |         |        |         |             |  |  |  |  |  |  |  |  |  |
| Partido                            | Partido                                              | Votos   | %      | Escaños | +/–         |  |  |  |  |  |  |  |  |  |
|                                    | Vanua'aku Pati                                       | 20,511  | 15.50  | 7       | Sin cambios |  |  |  |  |  |  |  |  |  |
|                                    | Unión de Partidos Moderados                          | 15,223  | 11.51  | 7       | 2           |  |  |  |  |  |  |  |  |  |
|                                    | Partido de Desarrollo Rural                          | 11,451  | 8.65   | 4       | 2           |  |  |  |  |  |  |  |  |  |
|                                    | Partido de la Tierra y la Justicia                   | 10,183  | 7.70   | 4       | 5           |  |  |  |  |  |  |  |  |  |
|                                    | Movimiento de Reunificación para el Cambio           | 9,830   | 7.43   | 5       | 2           |  |  |  |  |  |  |  |  |  |
|                                    | Partido de Líderes de Vanuatu                        | 9,736   | 7.36   | 5       | Sin cambios |  |  |  |  |  |  |  |  |  |
|                                    | Grupo Iauko                                          | 8,093   | 6.12   | 3       | 1           |  |  |  |  |  |  |  |  |  |
|                                    | Partido Nacional Unido                               | 5,040   | 3.81   | 4       | Sin cambios |  |  |  |  |  |  |  |  |  |
|                                    | Nagriamel                                            | 3,240   | 2.45   | 1       | Sin cambios |  |  |  |  |  |  |  |  |  |
|                                    | Partido Progresista del Pueblo                       | 3,221   | 2.43   | 2       | 1           |  |  |  |  |  |  |  |  |  |
|                                    | Confederación Verde                                  | 2,346   | 1.77   | 0       | 1           |  |  |  |  |  |  |  |  |  |
|                                    | Partido de Desarrollo de la Unidad Popular           | 1,864   | 1.41   | 1       | Sin cambios |  |  |  |  |  |  |  |  |  |
|                                    | Partido de Desarrollo Nacional de Vanuatu            | 1,624   | 1.23   | 2       | 1           |  |  |  |  |  |  |  |  |  |
|                                    | Pikinini Blong Kraon                                 | 1,334   | 1.01   | 0       | Nuevo       |  |  |  |  |  |  |  |  |  |
|                                    | Movimiento Laverwo                                   | 1,320   | 1.00   | 1       | Nuevo       |  |  |  |  |  |  |  |  |  |
|                                    | Partido de Desarrollo Progresista de Vanuatu         | 1,318   | 1.00   | 1       | Sin cambios |  |  |  |  |  |  |  |  |  |
|                                    | Partido Presidencial de Vanuatu                      | 1,119   | 0.85   | 0       | Sin cambios |  |  |  |  |  |  |  |  |  |
|                                    | Vemarana                                             | 1,038   | 0.78   | 0       | 1           |  |  |  |  |  |  |  |  |  |
|                                    | Movimiento Unidad para el Cambio                     | 1,020   | 0.77   | 1       | Nuevo       |  |  |  |  |  |  |  |  |  |
|                                    | Movimiento Liberal de Vanuatu                        | 1,002   | 0.76   | 1       | Sin cambios |  |  |  |  |  |  |  |  |  |
|                                    | Partido Nueva Nación de Vanuatu                      | 886     | 0.67   | 0       | Sin cambios |  |  |  |  |  |  |  |  |  |
|                                    | Movimiento personalizado Ngwasoanda                  | 868     | 0.66   | 1       | Sin cambios |  |  |  |  |  |  |  |  |  |
|                                    | Movimiento Namarakieana                              | 842     | 0.64   | 1       | Nuevo       |  |  |  |  |  |  |  |  |  |
|                                    | Liswin                                               | 763     | 0.58   | 0       | Nuevo       |  |  |  |  |  |  |  |  |  |
|                                    | El Partido Popular                                   | 732     | 0.55   | 0       | Sin cambios |  |  |  |  |  |  |  |  |  |
|                                    | Movimiento Comunitario de Vanuatu                    | 714     | 0.54   | 0       | Sin cambios |  |  |  |  |  |  |  |  |  |
|                                    | Partido de los Servicios Populares                   | 672     | 0.51   | 0       | Nuevo       |  |  |  |  |  |  |  |  |  |
|                                    | Movimento Pentecostés Aelan Kastom                   | 586     | 0.44   | 0       | Nuevo       |  |  |  |  |  |  |  |  |  |
|                                    | Movimiento de Transformación de Oceanía              | 583     | 0.44   | 0       | Sin cambios |  |  |  |  |  |  |  |  |  |
|                                    | Partido Republicano de Vanuatu                       | 557     | 0.42   | 0       | Sin cambios |  |  |  |  |  |  |  |  |  |
|                                    | Upi Nafzan Iskei                                     | 445     | 0.34   | 0       | Sin cambios |  |  |  |  |  |  |  |  |  |
|                                    | Movimiento de Autosuficiencia Cultural de Vanuatu    | 398     | 0.30   | 0       | 1           |  |  |  |  |  |  |  |  |  |
|                                    | Movimientos Unidos por el Pueblo de Vanuatu          | 315     | 0.24   | 0       | Sin cambios |  |  |  |  |  |  |  |  |  |
|                                    | Partido Alianza Libertad Divina                      | 302     | 0.23   | 0       | Nuevo       |  |  |  |  |  |  |  |  |  |
|                                    | Wan Nakmal                                           | 240     | 0.18   | 0       | Nuevo       |  |  |  |  |  |  |  |  |  |
|                                    | Partido de los Amigos Melanesios                     | 229     | 0.17   | 0       | Sin cambios |  |  |  |  |  |  |  |  |  |
|                                    | Partido Republicano Progresista Campesino de Vanuatu | 197     | 0.15   | 0       | Sin cambios |  |  |  |  |  |  |  |  |  |
|                                    | Partido Unido de Norte a Sur                         | 190     | 0.14   | 0       | Nuevo       |  |  |  |  |  |  |  |  |  |
|                                    | Partido Alianza de Pastores                          | 138     | 0.10   | 0       | Nuevo       |  |  |  |  |  |  |  |  |  |
|                                    | Partido Liberal Democrático de Vanuatu               | 81      | 0.06   | 0       | Nuevo       |  |  |  |  |  |  |  |  |  |
|                                    | Alianza de Águilas Marinas de Pastor                 | 49      | 0.04   | 0       | Nuevo       |  |  |  |  |  |  |  |  |  |
|                                    | Partido de la Prosperidad Familiar                   | 34      | 0.03   | 0       | Nuevo       |  |  |  |  |  |  |  |  |  |
|                                    | Movimiento por la Rectitud, la Justicia y la Paz     | 16      | 0.01   | 0       | Nuevo       |  |  |  |  |  |  |  |  |  |
|                                    | Imaim                                                | 4       | 0.00   | 0       | Nuevo       |  |  |  |  |  |  |  |  |  |
|                                    | Independientes                                       | 11,958  | 9.04   | 1       | 1           |  |  |  |  |  |  |  |  |  |
| Total                              | Total                                                | 132,312 | 100.00 | 52      | –           |  |  |  |  |  |  |  |  |  |
| Votos válidos                      | Votos válidos                                        | 132,312 | 99.13  | –       | –           |  |  |  |  |  |  |  |  |  |
| Votos inválidos/en blanco          | Votos inválidos/en blanco                            | 1,155   | 0.87   | –       | –           |  |  |  |  |  |  |  |  |  |
| Total                              | Total                                                | 133,467 | 100.00 | 52      | –           |  |  |  |  |  |  |  |  |  |
| Votantes registrados/participación | Votantes registrados/participación                   | 302,258 | 44.16  | –       | –           |  |  |  |  |  |  |  |  |  |
| Fuente:Vanuatu Electoral Office    |                                                      |         |        |         |             |  |  |  |  |  |  |  |  |  |

## Formación de gobierno
En votación secreta según los procedimientos parlamentarios, 50 de los 52 miembros del Parlamento votaron a favor del diputado Ishmael Kalsakau para el cargo de primer ministro del país, quedando éste investido.